# Rafi Eitan
Rafael (Rafi) Eitan (Hebreeuws: רפאל (רפי) איתן) (Ein Harod (Mandaatgebied Palestina), 23 november 1926 – Tel Aviv (Israël), 23 maart 2019) was een Israëlisch politicus en spion. Hij speelde van de jaren '50 tot de jaren '80 een belangrijke rol bij de Israëlische inlichtingendienst. Eitan is het meest bekend vanwege zijn rol bij de ontvoering van Adolf Eichmann, de architect van de Holocaust. Van 2006 tot 2009 was Eitan minister van Ouderenzaken.

## Levensloop

### Vroege jaren
Eitan werd geboren in een kibboets op het moment dat Palestina onder Brits bewind viel. Zijn ouders waren zionisten en kwamen in 1924 vanuit Rusland naar Palestina. Eitan was de oudste van vier kinderen.

### Israëlische onafhankelijkheid: lid van de Hagana
Op zijn twaalfde werd hij lid van de Hagana en van daaruit ging hij door naar de Palmach, de elite-eenheid van de Hagana. De Hagana was aanvankelijk opgericht om joodse nederzettingen te beschermen tegen Arabische aanvallen. Tijdens en na de Tweede Wereldoorlog nam hij deel aan verschillende operaties om joodse vluchtelingen, die vanuit Europa naar Palestina wilden komen, te helpen. De Britten hielden hen meestal tegen omdat het leidde tot spanningen tussen joden en Arabieren in het mandaatgebied.
Eitan nam hij deel aan een overval op een joods vluchtelingenkamp nabij Haifa, waardoor verschillende joden konden vluchten. Ook nam hij in juni 1946 deel aan de Nacht van de bruggen, waarbij verschillende grensbruggen werden opgeblazen om het Britse verkeer te hinderen. Hij zat in 1946 achter de moord op twee Tempeliers, een Duitse protestantse stroming met wortels in het lutheranisme, niet te verwarren met de Tempeliers uit de periode van de Kruistochten. De Hagana hoopte dat de rest van de tempeliers, die nauw verbonden waren met de NSDAP, daardoor Palestina zouden verlaten.
Zijn beroemdste actie was het opblazen van de Britse radar op de berg Karmel, waarmee illegale immigrantenschepen werden opgespoord. Hij moest daarvoor door een riool kruipen. Dit leverde hem de bijnaam Rafi de stinker op. Die naam werd vaak gebruikt om hem te onderscheiden van de andere Rafael Eitan, de latere stafchef van het Israëlische leger. Tijdens een andere operatie legde hij mijnen, waarbij er een explodeerde. Eitan liep een gehoorbeschadiging op waar hij de rest van zijn leven last van had. Hij vocht ook mee in de Israëlische Onafhankelijkheidsoorlog en raakte gewond op de dag dat Israël onafhankelijk werd.

### Spion
Eitan kwam na zijn diensttijd terecht bij de binnenlandse veiligheidsdienst, de Sjien Beet. Daarvoor studeerde hij aan de London School of Economics en behaalde een Bachelor of Science in de economie.

#### Ontvoering van Adolf Eichmann
Eitan was coördinatieofficier tussen de Sjien Beet en de Mossad. Hij leverde een belangrijke bijdrage aan een van de grootste triomfen op het internationale toneel in de eerste decennia na de Tweede Wereldoorlog: de aanhouding van Adolf Eichmann, de architect van de Holocaust. De Mossad had ontdekt dat Eichmann waarschijnlijk in Argentinië woonde. Een team onder leiding van Eitan reisde in april 1960 af naar Zuid-Amerika. Eichmann werd geïdentificeerd en ontvoerd, hij werd vlak bij zijn huis persoonlijk door Eitan in een auto gesmeten. Vervolgens werd hij terug naar Israël gesmokkeld en daar ter dood veroordeeld. Het proces verankerde de Holocaust wereldwijd in het collectieve bewustzijn.

#### Ontvreemding van herijkt uranium en andere acties
Vanaf 1964 gaf Eitan leiding aan een twee jaar durende operatie waarbij wapens die vanuit Duitsland aan Egypte werden verkocht verdwenen. In 1968 bezocht hij in het Amerikaanse Pittsburgh een kerncentrale. Rond dezelfde tijd verdween 200 pond verrijkt uranium, waarschijnlijk richting Israël. In juni 1981 was hij betrokken bij Operation Opera, waarbij een Irakese kernreactor die in aanbouw was werd platgebombardeerd.
Eitan was tot 1972 werkzaam voor de inlichtingendiensten, daarna ging hij aan de slag in het bedrijfsleven. Hij hield zich onder andere bezig met de kweek van tropische vissen. In 1978 vroeg de regering van Menachem Begin hem als adviseur op het terrein van terrorisme. In 1981 werd hij hoofd van Lekem, een inlichtingendienst die zich richtte op het verzamelen van gegevens over geavanceerde wapentechnologie. Samen met de Amerikaanse inlichtingendiensten verkocht Lekem software onder de naam Promis aan buitenlandse inlichtingendiensten. Daarvoor gebruikte ze het bedrijf Inslaw Inc. als dekmantel. Via de software konden Israël en de Verenigde Staten mee kijken bij de buitenlandse inlichtingendiensten.

#### Jonathan Pollard
De Amerikaans-joodse inlichtingenofficier Jonathan Pollard werkte bij de inlichtingendienst van de United States Navy. Hij bood in juni 1984 aan om voor Israël te spioneren. Eitan ging op het aanbod in. Dankzij Pollard kreeg Israël honderdduizenden Amerikaanse documenten met de status staatsgeheim in handen. De operatie duurde tot de arrestatie en ontmaskering van Pollard bijna anderhalf jaar later.
Pollard was op de vlucht en meldde zich bij de Israëlische ambassade in Washington D.C., waar hij in opdracht van Eitan buiten werd gezet. Vervolgens arresteerde FBI hem. Hij kreeg een levenslange gevangenisstraf opgelegd, in 2015 kwam hij vervroegd vrij. Het bespioneren van een "bevriende" natie leidde tot een grote diplomatieke rel en verslechtering van de banden tussen Israël en Amerika. Lekem werd als gevolg van het incident opgeheven.
Een boek van Gordon Thomas getiteld Operatie Mossad onthulde dat Eitan in de jaren tachtig de Britse regering van Margaret Thatcher had geadviseerd over contraterrorisme in Noord-Ierland. Mossad-agenten hadden in 1985 geholpen met het opsporen van een bomteam van de IRA in Gibraltar. De drie mannen werden door het Britse SAS gedood.

### Het bedrijfsleven in
Na de ontbinding van Lekem was er voor Eitan als gevolg van de zaak-Pollard geen ruimte meer bij de inlichtingendiensten. Hij werd het hoofd van het staatsbedrijf Israel Chemicals Corporation. Onder zijn bewind groeide het uit tot het grootste Israëlische staatsbedrijf. In 1993 ging hij aan de slag voor het landbouwbedrijf BM Group en werkte voornamelijk in Latijns-Amerika.

### Politicus: minister van Ouderenzaken
Eitan werd in 2006 gevraagd door de ouderenpartij Gil als lijsttrekker bij de parlementsverkiezingen. Gil riep mensen op die ontevreden waren over de Israëlische politiek bij wijze van proteststem op hen te stemmen, in plaats van blanco. De oproep sloeg aan, zo haalde Gil onder jongeren in Tel Aviv en omgeving tien procent van de stemmen. De partij behaalde 7 van de 120 zetels in de Knesset en trad toe tot de regeringscoalitie van premier Benjamin Netanyahu. Eitan werd minister van Ouderenzaken. Bij de verkiezingen van 2009 haalde de partij de kiesdrempel niet en verloor Eitan zijn parlementszetel.
De spion baarde in 2018 nog eenmaal opzien door zijn steun uit te spreken voor de Duitse rechts-populistische AfD vanwege haar anti-immigratiestandpunten. Hij kreeg hier veel kritiek op omdat de partij flirt met het Duitse nazi-verleden. Eitan trok zijn woorden later in.

## Persoonlijk
Samen met zijn vrouw Miriam had Eitan drie kinderen. In zijn schaarse vrije tijd ontwierp hij beelden.
- Bibliothèque nationale de France: cb181086032 (data)
- Gemeinsame Normdatei: 1181568331
- International Standard Name Identifier: 0000 0004 5069 9534
- Library of Congress Control Number: no2016026294
- Nationale Bibliotheek van Tsjechië: xx0306010
- Nationale Bibliotheek van Israël: 987007599520405171
- Virtual International Authority File: 316604419
- WorldCat: E39PBJvxttdVMd9GhFt3cVvrbd